# Dorfromantik
Dorfromantik (укр. Сільська романтика) ― містобудівна відеогра 2022 року в жанрі головоломки, розроблена та видана Toukana Interactive. У грі гравцям необхідно розміщати шестикутні плитки з різними біомами для створення пейзажу. Рання версія гри була випущена в березні 2021 року для Microsoft Windows, кінцевий реліз відбувся 28 квітня 2022 року. Випуск версії для Nintendo Switch відбувся 29 вересня 2022 року. 

## Ігровий процес
Гра полягає у розміщенні шестикутних плиток, які містять комбінацію одного або більше з наступних видів землекористування: ліс, пустир, село, вода, залізниця та поле, з одним видом землекористування на кожній стороні. Гра починається з пустки та 40 нових плиток, які потрібно розмістити у випадковому порядку. Нові плитки можна обертати перед розміщенням і вони повинні торкатися хоча б однією стороною до наявної плитки, після розміщення її не можна переміщати. Плитки води та залізниці повинні з'єднуватися з уже розміщеними плитками води або залізниці, якщо вона розміщується поруч з наявною плиткою води або залізниці, що обмежує можливу орієнтацію і додає додаткової складності грі. Очки нараховуються за з'єднання однакових видів землекористування, спеціальні завдання, які передбачають створення області одного виду землекористування певного розміру, наприклад, 10 полів, і закриття області для цього виду землекористування, наприклад, закриття лісу так, щоб не можна було приєднати новий ліс. Додаткові плитки присуджуються за виконання квестів, закриття територій і за відповідність кожної сторони плитки такому ж типу землекористування на сусідніх плитках. Гра закінчується, коли у гравця закінчуються плитки. 
У серпні 2021 року в гру був доданий креативний режим, що дозволяє гравцям будувати міста і села з нескінченною кількістю плиток. 

## Розробка
Гра Dorfromantik була розроблена чотирма німецькими студентами, які навчаються в Берлінському університеті техніки та економіки (HTW Berlin) (Лука Ланґенберґ, Сандро Гьюберґер, Цві Зауш і Тімо Фальке). Четвірка заснувала незалежну студію під назвою Toukana Interactive для роботи над грою. Студенти почали розробляти прототипи своєї гри під час Ludum Dare Game Jam у квітні 2020 року, ідеєю одного з них була Dorfromantik, що з німецької перекладається як «сільська романтика». Плитки, представлені в грі, були натхненні настільними іграми, в той час, як на художній стиль гри вплинули картини та фотографії пейзажів. 
Гра була випущена через ранній доступ 25 березня 2021 року. Хоча версія гри 1.0 спочатку мала вийти в середині або наприкінці 2021 року, пізніше дата виходу була перенесена на початок 2022 року, оскільки команді потрібно було більше часу для випуску нового вмісту до офіційного релізу гри. Реліз версія гри була випущена 28 квітня 2022 року. Випуск версії для Nintendo Switch заплановано на 29 вересня 2022 року. 

## Огляди
Dorfromantik отримала в цілому позитивні відгуки, коли була випущена у ранньому доступі.
За повний реліз гра отримала «в цілому схвальні» відгуки за версією агрегатора відгуків Metacritic.
Eurogamer похвалили гру за те, що вона досить проста, щоб грати невимушено, але опановування розміщенням плитки зробило її такою, в яку можна грати ще довго.
The Guardian сподобалася атмосфера Dorfromantik, написавши: «Атмосфера заспокійлива, ваші дії м'яко пронизані веселим фортепіано та синтезаторним саундтреком».
Редакція Polygon насолоджувалася тим, як гра перешкоджала оптимізації, натомість зосередившись на тому, щоб запропонувати нові завдання для гравця, з якими можна боротися: «Дуже чиста та логічна система, яка була розроблена для отримання несподіваних, органічних результатів. Це неймовірне досягнення».
Насолоджуючись системою прогресії, Destructoid критикували гру за відсутність різноманітності в наборах плитки: «Є «біоми», які ви можете знайти, розгалужуючись досить далеко, але вони просто змінюють кольори дерев, землі та будинків. Думаю, було б краще, якби достатня кількість сільської плитки поступилася місцем більш сучасним хмарочосам».
Rock, Paper, Shotgun полюбили творчий режим, кажучи, що він був «особливо щедрим, оскільки дозволяє зберегти ті мальовничі творіння, які ви так довго будували як у своєму розумі, так і на екрані, і бачити до їхнього умовного завершення».
Олегові Данилові з редакції Mezha Media сподобались нескладний ігровий процес, графіка, режими гри, музика та, власне, наявність української локалізації. Закінчуючи огляд, Данилов додав: «Гарна заспокійлива головоломка для одного гравця, можливо, саме те, що треба під час війни».